# Собор Святого Пророка Илии (Хайфа)
Собор Святого Пророка Илии (קתדרלת אליהו הנביא) — восточнокатолический храм, находящийся в городе Хайфа, Израиль. Является кафедральным собором архиепархии Акки Меликитской католической церкви.

## История
Церковь была спроектирована арабским архитектором Саммихом Аталлой. Строительство храма началось в 1938 году и закончилось в 1939 году.
С 1861 года кафедральным собором архиепархии Акки была церковь Пресвятой Девы Марии в Хайфе. После арабо-израильской войны (1947—1949 гг.) большинство католиков-мелькитов, проживавших в этом районе, переселились в нижний город Хайфы и кафедра епископа Акки была переведена в церковь святого пророка Илии.

## Описание
Фронтон храма увенчан крестом, за которым в нескольких метрах расположена небольшая колокольня. Над порталом расположена библейская история с пророком Илией, который на колеснице бросает свой плащ перед Елисеем и трифора с тремя окнами.
Внутренний интерьер разделён тонкими колоннами на три нефа. Слева от входа располагается купель, украшенная иконой крещения Иисуса Христа Иоанном Предтечей. Над входом находится большая икона с Пресвятой Богородицей с младенцем Иисусом в окружении четырёх евангелистов. Алтарная часть отделена от основного пространства иконостасом.